# Ранов, Александр Исаакович
Александр Исаакович Ранов (7 декабря 1899, Ростов-на-Дону — 1979, Душанбе) — русский поэт, участник литературной группы «Ничевоки» (псевдоним Аэций Ранов). Специалист в области эпидемиологии.

## Биография
Родился 7 декабря 1899 года в Ростове-на-Дону.
Закончил медицинский факультет 1-го МГУ.
Под псевдонимом «Аэций Ранов» входил в литературную группировку «Ничевоки», сложившуюся в Москве в начале 1920 года и окончательно оформившуюся в августе 1920 года при Союзе поэтов в Ростове-на-Дону.
В июле 1920 года Аэций Ранов, Рюрик Рок и Лазарь Сухаребский издали в Москве сборник стихов поэтов-ничевоков «Вам».
С 1922 по 1926 год работал в Уральской области сначала ординатором, затем уездным врачом.
Лев Левин вспоминал о его пребывании в Перми в конце 1920-х годов:
Он появился в Перми недавно вместе с женой Е. Рановой, которая печатала в местной газете «Звезда» очерки, репортажи, стихи, подписывалась «Елена Сталь», ходила в кепке и кожаной куртке, подражая не то Ларисе Рейснер, не то Зинаиде Рихтер.

Медик по образованию, А. Ранов работал директором театра Санпросвета, но, судя по всему, главной его страстью была литература. Блестящий полемист, он был ортодоксальнейшим лефовцем, признавал только литературу факта — С. Третьякова, Б. Кушнера, В. Шкловского и, конечно, В. Маяковского.

## Государственные награды
- Орден «Знак Почёта»
- Медаль «За доблестный труд в Великой Отечественной войне 1941—1945 гг.»

## Семья
- Жена — Елена Александровна Ранова (1897—1979), педагог, поэтесса[1][5].Сыновья:
  - Александр Александрович Ранов (1922—1941), [1].
  - Вадим Александрович Ранов (1924—2006), археолог[1].